# Сельхоз (Кемеровская область)
Сельхоз — посёлок в Мысковском городском округе Кемеровской области России.

## История
Входил в Подобасский сельсовет

## География
Посёлок Сельхоз расположен в южной части Кемеровской области, вблизи с административной границей с Центральным сельским поселением и находится на берегу реки Большая Калбола, примерно в 300 метрах к северо-востоку от пос. Тутуяс.

## Население
| 1970 | 1979 | 1989 | 2002 | 2010 | 2021 |
| ---- | ---- | ---- | ---- | ---- | ---- |
| 29   | ↘7   | ↗9   | ↘6   | ↘1   | ↗6   |

Национальный состав
Согласно результатам переписи 2002 года, в национальной структуре населения русские составляли 75 % от общей численности населения в 4 жителя